# Урсун
Урсун — село в Курахському районі Дагестану.
До райцентру 15 км.
Дата виникнення села невідома. За розповідями старожилів село знаходиться на місці старого вірменського цвинтару, між двома фортецями, що допомагали горянам захиститись від завойовників. Раніше село називалося «Мисри шегьер» — «місто Місрі», чому невідомо. Село маленьке. Кількість дворів не перевищувала 50.
З південного боку села є «Латар булах» — дивне джерело з водою специфічного смаку. В підніжжі села є баня Кула. Вона збудована над джерелом з холодною водою — Кула. в селі є звичай, перед весіллям наречений має зкупатися в цьому джерелі. В центрі знаходиться старовинна мечеть де кожний камінь гарно розписаний арабським письмом в кольорах. Що цікаве, що ці кольори не втратили властивостей до сьогодні. Всі приміщення в селі зведені з твердого скалистого каменю.
Після землетрусу 1966 року, багато урсунців переселилося в с. Дузлах Дербентського району.
| Росія | Це незавершена стаття з географії Росії. Ви можете допомогти проєкту, виправивши або дописавши її. |